# Priscilla Kincaid-Smith
Pour les articles homonymes, voir Kincaid et Smith.
Priscilla Kincaid-Smith, née le 30 novembre 1926 à Johannesburg et morte le 18 juillet 2015 à Melbourne,, est une néphrologue australienne d'origine sud-africaine.

## Biographie
Diplômée en médecine de l'Université du Witwatersrand (1950), elle travaille à l'hôpital Baragwanath de 1951 à 1953, puis part à Londres pour se spécialiser en pathologie clinique à l'hôpital Hammersmith. Elle commence à travailler sur l'hypertension et le système rénal avec John McMichael, puis s'établit en Australie avec son mari, Ken Fairley.
Elle commence à l'université de Melbourne (1961-1965) et oriente ses recherches vers la prévention de l'insuffisance rénale. Elle démontre le rôle des analgésiques contenant de la phénacétine dans le développement du cancer du rein.
Directrice du département de néphrologie au Royal Melbourne Hospital (1967-1991), professeur de médecine à l'université de Melbourne (1975-1991), néphrologue au Royal Women's Hospital de Melbourne (1976-1991), elle prend sa retraite en 1991.
Commandeur de l'Ordre de l'Empire britannique (1975), elle devient compagnon de l'Ordre d'Australie en 1989.